# Cubitalia monstruosa
Cubitalia monstruosa är en biart som först beskrevs av Jean-Paul Risch 1999.  Cubitalia monstruosa ingår i släktet Cubitalia och familjen långtungebin. Inga underarter finns listade i Catalogue of Life.